# Saâcy-sur-Marne
Saâcy-sur-Marne è un comune francese di 1 804 abitanti situato nel dipartimento di Senna e Marna, nella regione dell'Île-de-France.

## Società

### Evoluzione demografica
Abitanti censiti